# Funmi Jimoh
Funmi Jimoh (ur. 29 maja 1984 w Seattle) – amerykańska lekkoatletka specjalizująca się w skoku w dal.

## Osiągnięcia
- 11. miejsce na igrzyskach olimpijskich (Pekin 2008)
- medalistka mistrzostw USA

## Rekordy życiowe
- skok w dal (stadion) – 6,96 (8 maja 2009, Doha)
- skok w dal (hala) – 6,81 (26 lutego 2012, Albuquerque)